# Don Gabriel
Don Gabriel – polski film wojenny z 1966 roku, w reżyserii Ewy i Czesława Petelskich. Pierwowzorami scenariusza były opowiadania autorstwa Gabriela Karskiego Czyn oraz autorstwa Jerzego Putramenta Ten i tamten brzeg. Zdjęcia kręcono w Warszawie i Działoszynie.

## Opis fabuły
Akcja filmu dzieje się na początku wojny. Na zebraniu kulturalnym sprzeczają się profesor Gabriel, kulturoznawca niemiecki oraz profesor Dog-Leśniewski, kulturoznawca francuski. Gabriel Tomicki, w kulturze niemieckiej wręcz rozmiłowany, nie wierzy w okrucieństwo i barbarzyństwo hitlerowców.

## Obsada aktorska
- Bronisław Pawlik – profesor Gabriel Tomicki
- Barbara Krafftówna – Florentyna
- Ryszarda Hanin – Helena
- Igor Śmiałowski – doktor Stanisław Dog-Leśniewski
- Gustaw Lutkiewicz – komendant Legii Straceńców
- Aleksander Fogiel – Taborek, sąsiad Tomickiego
- Zdzisław Karczewski – generał
- Emil Karewicz – pułkownik Suchecki
- Wacław Kowalski – Hawrot, żołnierz Legii Straceńców
- Irena Laskowska – mecenasowa
- Ignacy Machowski – sekretarz gabinetu prezydenta Starzyńskiego
- Andrzej Siedlecki – student przed Dowództwem Okręgu Korpusu
- Marian Opania – harcerz
- Bogusław Sochnacki – sierżant w Legii Straceńców
- Marian Wojtczak

i inni